# Claire se queda sola
Claire se queda sola es la primera novela de la escritora irlandesa Marian Keyes, publicada en el año 1995. Es también la primera parte de la célebre saga de las Hermanas Walsh. Con un fondo autobiográfico claro, pero también derivada de la lectura de una noticia en una revista, la obra se fraguó durante la peor crisis de su adicción al alcohol.

## Trasfondo y publicación
Marian Keyes sufría la peor crisis personal de su vida, víctima de la depresión y el alcoholismo. Llevaba sólo desde 1993 escribiendo unos cuantos relatos cuando decidió presentarlos a la editorial irlandesa Poolbeg poco después de salir del centro de rehabilitación en el que estaba ingresada. Para darle más importancia al envío, éste iba acompañado de una carta en la que explicaba que había comenzado una novela, lo cual era falso. Sin embargo, la editorial tuvo interés por esa novela inexistente y Marian Keyes, superando el estado en el que se encontraba, tuvo que emplearse a fondo y, pese a que no entraba en sus planes, terminó en una semana los cuatro primeros capítulos de la novela. Poolbeg adivinó su talento como narradora y le ofreció un contrato para tres novelas más. 
Desde 1997 se publicó en el Reino Unido por la editorial Reed, mientras que en 1998 Avon, una rama de HarperCollins, adquirió los derechos para los EE. UU. (HarperCollins sigue editando a Marian Keyes hoy en día). En España la edita Plaza y Janés, del grupo Random House Mondadori.

## Argumento
Claire tiene lo que quiere: un marido al que quiere, un gran apartamento en Londres, un buen trabajo. Un 15 de febrero, el día en que da a luz a su primera hija, su marido la abandona por otra mujer. Claire entra en crisis y vuelve a su casa familiar en Irlanda, su país natal. Está en una casa de locos: sus padres son unos personajes excéntricos y sus hermanas (Anna y Helen son las únicas de cinco que permanecen en la casa paterna) no son la mejor ayuda para el problema de Claire. Se abandona completamente a la bebida. 
Sin embargo irrumpe en su vida Adam, un compañero de estudios de su hermana Helen, quien le hace sentir de nuevo una mujer atractiva e interesante. El retorno de su marido con una oferta de reconciliación, echándole en cara que ella y su forma de ser fueron las causantes de que la dejara, hace que se replantee su actitud ante las cosas y que quiera recuperar su matrimonio, rechazando todo lo bueno que le ofrecía Adam. Una llamada casual al trabajo de su marido para terminar de cerrar su claudicación hace que descubra que en realidad la oferta es una humillación, y que todos los reproches eran una invención. Claire acude a Londres profundamente herida para cerrar definitivamente ese capítulo de su vida.

## Estilo de la novela
Claire se queda sola inicia el llamado estilo Keyes, que se basa en tratar las tragedias cotidianas con un punto de humor que distancia de los acontecimientos para poderlos entender en toda su profundidad. Es una mirada irónica a las pequeñas crisis que salpican nuestra existencia. Es una obra que inaugura el género literario llamado Chick lit. De hecho es una opinión muy extendida el considerar a Marian Keyes como la reina de la Chick lit, sin embargo su estilo brillante, que tiene mucho de literatura humorística y que incluso tiene algunos aspectos estilísticos que lo acercan a la novela negra, desborda cualquier clasificación. En todo caso, es el mejor exponente de un tipo de literatura escrita por mujeres que ha tenido su continuidad en el resto de la saga de las Hermanas Walsh y en la totalidad de sus novelas independientes.